# Lycium strandveldense
Lycium strandveldense är en potatisväxtart som beskrevs av A.M.Venter. Lycium strandveldense ingår i släktet bocktörnen, och familjen potatisväxter. Inga underarter finns listade i Catalogue of Life.